# Cộng đồng (chính trị)

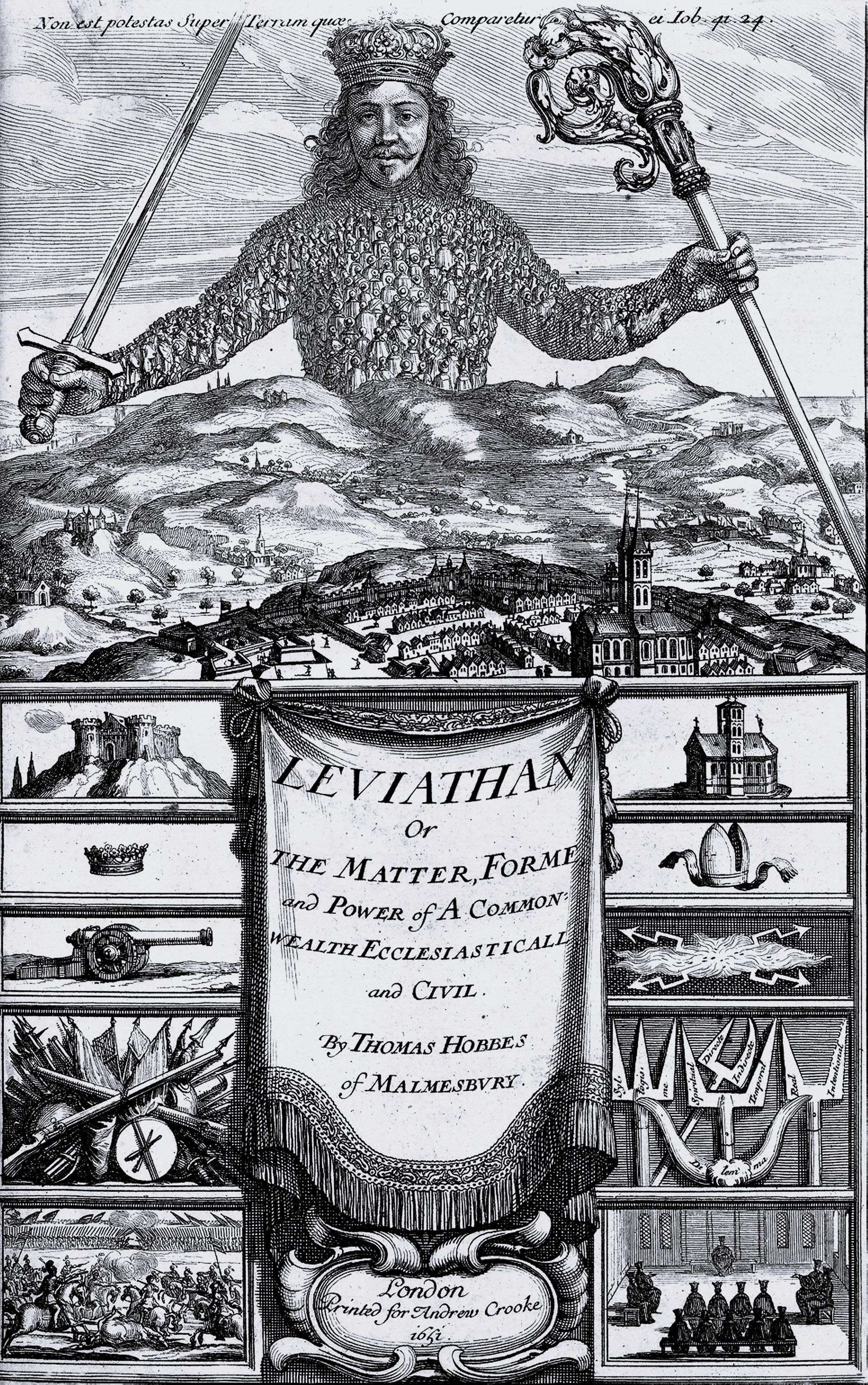
Frontispiece of Leviathan

Cộng đồng (tiếng Anh: polity) là một dạng thực thể chính trị. Đó là một nhóm người được thống nhất tập thể bởi lực gắn kết tự phản ánh (self-reflected cohesive force) như bản sắc (identity), có khả năng huy động các tài nguyên và được tổ chức bởi một dạng hệ thống phân cấp nào đó đã được thể chế hóa (institutionalised hierarchy).